# 平生釟三郎
平生 釟三郎（ひらお はちさぶろう、1866年7月4日〈慶応2年5月22日〉 - 1945年〈昭和20年〉11月27日）は、日本の実業家・教育者（甲南学園創立者）・政治家（廣田内閣で文部大臣・貴族院勅選議員・枢密顧問官）。甲南病院（現在の甲南医療センター）の設置者。住吉村に住まい、その跡地は自ら創立した甲南大学の平生記念セミナーハウスとして活用されている。

## 人物
明治、大正、及び昭和初期に活躍し、移民制限を始めたブラジルに対し経済的貢献により移住を確保しようと海外移住組合連合会長だった平生が訪伯経済使節団長としてブラジルに渡るなどした。その功績により、1935年ブラジルコメンダトール勲章。灘購買組合（日本初の生協）の設立、大阪ロータリークラブの設立にも尽力。政治家の床次竹二郎を後援し、献金をした。甲南大学・甲南高等学校・中学校の創立者でもある。
東京商業学校第三部露語科の同級生に二葉亭四迷がいる。
1936年（昭和11年）、文部大臣に就任すると義務教育年限6年を8年に延長する案の実現に尽力。内閣調査室などの反対に会うが1938年（昭和14年）から実施されることとなった。
1935年（昭和10年）、美術界の挙国一致体制を図ろうとした松田源治が帝国美術院の改革を始めると美術界から異論が噴出。帝展の開催もままならなくなった。実質的な後任となった平生は試案を示しながら美術院会員へ歩み寄りを示したが、美術院会員を辞任する作家が相次いだ。平生の在任中に帝国美術院の改革は進まなかったが、後に帝国芸術院へ発展的改組が行われる契機となった。
ある日、造船所の見習職工に君が代の歌詞を漢字入りで書かせたところ、同音異義語を充てる者（例：岩音）が多かったことに気がついた。教育の場でしっかりと君が代を定着させなければならないとして、尋常小学校の教科書に掲載するよう指示を出した。
1945年（昭和20年）1月15日、老年を理由に特旨を以て宮中杖を許される。同年11月27日に死去。葬送にあたり勅使として侍従の三井安弥が派遣されて祭粢料が下賜された。

## 経歴
- 1866年 - 美濃国加納藩（現岐阜県岐阜市加納町）で永井尚服の家臣・田中時言の三男として生まれる[8]。
- 1879年 - 岐阜県第一中学校（現岐阜県立岐阜高等学校）入学も中退し上京
- 1881年 - 東京外国語学校（のちの一高の源流、現東京外国語大学）入学
- 1886年 - 東京商業学校に編入学、旧岸和田藩士平生忠辰の養子となる[8]。
- 1890年
  - 高等商業学校（現一橋大学、当時東京外国語学校を包括）を首席で卒業
  - 高等商業学校付属主計学校助教諭
- 1893年 - 兵庫県立神戸商業学校（現兵庫県立神戸商業高等学校）校長
- 1894年 - 東京海上保険入社
- 1910年 - 甲南幼稚園設立
- 1912年 - 甲南尋常小学校設立
- 1917年 - 同社専務取締役
- 1918年 - 甲南中学校設立
- 1923年 - 旧制甲南高等学校（現甲南大学・甲南高等学校・中学校）設立
- 1924年 - 大正海上火災保険会長[9]、扶桑海上火災保険会長[10]
- 1926年 - 甲南学園理事長
- 1933年 - 川崎造船所（現川崎重工業）社長
- 1934年 - 甲南病院設立[11]
- 1935年 - 貴族院議員（1935年12月3日[12] - 1943年4月30日[13]、無所属倶楽部所属[1]）
- 1936年 - 廣田弘毅内閣で文部大臣
- 1937年 - 日本製鐵会長、社団法人如水会理事長
- 1938年 - 日本鉄鋼連盟会長、親任官待遇
- 1939年 - 日鉄鉱業会長
- 1940年 - 大日本産業報国会会長[14]、日本製鐵社長
- 1941年 - 日鉄鉱業社長、鉄鋼統制会会長、日本商工会議所顧問
- 1942年 - 重要産業統制団体協議会会長。
- 1943年 - 枢密顧問官
- 1945年 - 老衰のため東京都目黒区洗足の自宅で死去[15]。甲南学園による学校葬の後、兵庫県武庫郡住吉村小林墓地に埋葬。

## 栄典
位階
- 1936年（昭和11年）4月1日 - 従三位[16]
- 1945年（昭和20年）11月27日 - 正三位[17]

勲章等
- 1928年（昭和3年）11月10日 - 勲五等瑞宝章[16]
- 1936年（昭和11年）
  - 6月13日 - 勲四等瑞宝章[16]
  - 10月5日 - 勲三等瑞宝章[16]
- 1937年（昭和12年）2月1日 - 勲二等瑞宝章[16]
- 1940年（昭和15年）4月29日 - 勲一等旭日大綬章[16]
- 1941年（昭和16年）4月28日 - 木杯一組[16]

## 家族
- 実父：田中時言 - 加納藩士
- 実母：田中徳
- 養父：平生忠辰 - 岸和田藩
- 養母：平生多満
- 妻：平生すす（旧姓・鈴木すず、師範学校の後、東京音楽学校選科で唱歌教師の資格を取り、慶應義塾幼稚舎で指導。夫のブラジル訪問にも同行）
- 長男：平生太郎 - 山武常務
- 三男：平生三郎 - 東洋紡績副社長
- 娘婿：水沢謙三 - 東京海上火災保険会長[18][19]

## カナモジ論
平生釟三郎はカナモジカイの会員であった。1930年に講演を行い、その講演をもとに『漢字廃止論』という本を出していた。
1929年5月9日、貴族院本会議で、文相として漢字廃止論を述べ、世上のに論議をよんだ。
1936年3月25日、広田弘毅内閣の文部大臣となった。5月の貴族院本会議において、『漢字廃止論』について質問されて、現在でも漢字廃止を信念としていることをあきらかにした。

## 邸宅

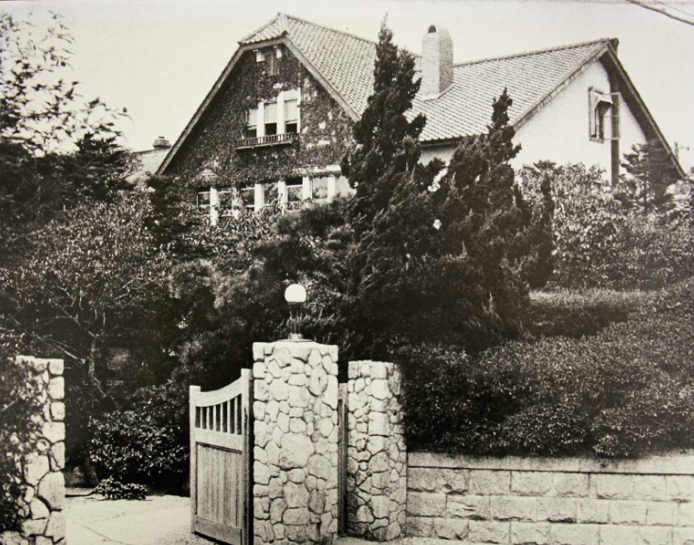
平生釟三郎邸

小寺源吾邸の道を挟んで南隣りにあったが、その跡地には、自ら創立した甲南大学の平生記念セミナーハウスが建っている。（「住吉村 (兵庫県)#出身・ゆかりのある人物」参照）